# Championnat du Cameroun de football 2016
Navigation
Saison précédente Saison suivante
La saison 2016 du Championnat du Cameroun de football est la 56e édition de la première division camerounaise, la MTN Elite 1. Les 18 équipes sont regroupées au sein d'une poule unique, où chaque équipe affronte tous les adversaires deux fois, à domicile et à l'extérieur. En fin de saison, les trois derniers du classement sont relégués et remplacés par les trois meilleures formations de deuxième division.
C'est le club de l'UMS Loum qui remporte la compétition cette saison après avoir terminé en tête du classement final, avec dix points d'avance sur le triple tenant du titre, Cotonsport Garoua et onze sur YOSA Bamenda. Il s'agit du tout premier titre de champion du Cameroun de l'histoire du club.

## Qualifications continentales
Les deux premiers du classement final se qualifient pour la Ligue des champions de la CAF 2016 tandis que le troisième et le vainqueur de la Coupe du Cameroun obtiennent leur billet pour la Coupe de la confédération 2016. Si l'équipe victorieuse en Coupe est parmi les trois premiers, c'est le finaliste qui décroche la qualification.

## Les clubs participants
- Les Astres FC
- Botafogo Douala
- Canon Yaoundé
- Coton Sport
- Dragon Yaoundé
- APEJES
- New Stars de Douala
- Eding Sport Football Club de la Lékié - Promu d'Elite 2
- UMS Loum
- Panthère du Ndé
- Bamboutos Mbouda
- Racing Club Bafoussam - Promu d'Elite 2
- Lion Blessé FC
- Cosmos de Bafia
- Union Douala
- Unisport Bafang
- Aigle Royal - Promu d'Elite 2
- YOSA Bamenda

### Classement
| Rang | Équipe                 | Pts | J  | G  | N  | P  | Bp | Bc | Diff |
| ---- | ---------------------- | --- | -- | -- | -- | -- | -- | -- | ---- |
| 1    | UMS Loum               | 70  | 34 | 20 | 10 | 4  | 40 | 15 | +25  |
| 2    | Coton SportT           | 60  | 34 | 16 | 12 | 6  | 49 | 23 | +26  |
| 3    | YOSA Bamenda           | 59  | 34 | 16 | 11 | 7  | 31 | 22 | +9   |
| 4    | Union Douala           | 56  | 34 | 13 | 17 | 4  | 40 | 23 | +17  |
| 5    | Unisport Bafang        | 52  | 34 | 13 | 13 | 8  | 33 | 26 | +7   |
| 6    | Aigle RoyalP           | 49  | 34 | 11 | 16 | 7  | 28 | 25 | +3   |
| 7    | Dragon Yaoundé         | 45  | 34 | 13 | 6  | 15 | 33 | 41 | -8   |
| 8    | New Star de Douala     | 44  | 34 | 11 | 11 | 12 | 39 | 34 | +5   |
| 9    | Eding Sport FCP        | 44  | 34 | 9  | 17 | 8  | 29 | 26 | +3   |
| 10   | Les Astres FC          | 44  | 34 | 10 | 14 | 10 | 28 | 36 | -8   |
| 11   | APEJESC                | 43  | 34 | 10 | 13 | 11 | 36 | 32 | +4   |
| 12   | Racing Club BafoussamP | 43  | 34 | 10 | 13 | 11 | 22 | 27 | -5   |
| 13   | Bamboutos Mbouda       | 41  | 34 | 11 | 8  | 15 | 25 | 33 | -8   |
| 14   | Lion Blessé FC         | 40  | 34 | 11 | 7  | 16 | 29 | 33 | -4   |
| 15   | Canon Yaoundé          | 39  | 34 | 10 | 9  | 15 | 35 | 39 | -4   |
| 16   | Panthère du Ndé        | 35  | 34 | 7  | 14 | 13 | 22 | 29 | -7   |
| 17   | Botafogo Douala        | 33  | 34 | 8  | 9  | 17 | 25 | 36 | -11  |
| 18   | Cosmos de Bafia        | 18  | 34 | 4  | 6  | 24 | 16 | 60 | -44  |

|  | Qualifié pour la Ligue des champions de la CAF 2017                           |
|  | Qualifié pour la Coupe de la confédération 2017                               |
|  | Relégation directe en Elite 2                                                 |
|  | T : Tenant du titre C : Vainqueur de la Coupe du Cameroun P : Promu d'Elite 2 |

## Bilan de la saison
| Championnat du Cameroun de football 2016 |                                 |
| Champion                                 | UMS Loum (1er titre)            |
| Coupes et trophées                       |                                 |
| Vainqueur de la Coupe du Cameroun 2016   | APEJES                          |
| Qualifications continentales             |                                 |
| Ligue des champions de la CAF 2017       | UMS Loum                        |
| Ligue des champions de la CAF 2017       | Coton Sport                     |
| Coupe de la confédération 2017           | YOSA Bamenda                    |
| Coupe de la confédération 2017           | APEJES                          |
| Promotions et relégations                |                                 |
| Promus en MTN Elite 1                    | Stade Renard de Melong          |
| Promus en MTN Elite 1                    | Feutcheu FC                     |
| Promus en MTN Elite 1                    | Colombe Sportive du Dja et Lobo |
| Relégués en MTN Elite 2                  | Panthère du Ndé                 |
| Relégués en MTN Elite 2                  | Botafogo Douala                 |
| Relégués en MTN Elite 2                  | Cosmos de Bafia                 |